# SynthAxe

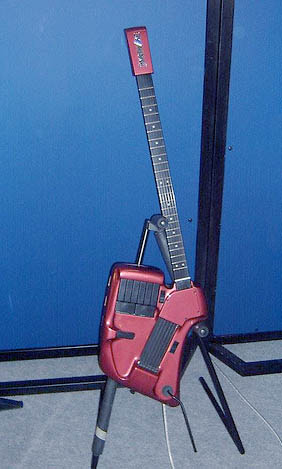
SynthAxe (1986)

Die SynthAxe ist ein elektronisches Musikinstrument, das bis Anfang der 1990er Jahre von verschiedenen Herstellern gebaut wurde. Der Aufbau des Instrumentes ähnelt dem einer normalen Gitarre, zusätzlich besitzt die SynthAxe jeweils sechs Triggersaiten und -tasten. Im Gegensatz zur elektrischen Gitarre kann man mit dem Instrument nur MIDI-Signale erzeugen, mit denen man praktisch jeden Synthesizer steuern kann.
Der Musiker David Foster verwendete als einer der ersten eine SynthAxe im Lied Playing with Fire auf seinem Album David Foster (1986). Bekannte Nutzer des Instruments sind Al Di Meola, Lee Ritenour und Roy Wooten. Wooten benutzte eine modifizierte Version, um verschiedene Drumcomputer anzusteuern. Insbesondere Allan Holdsworth verwendete die Synthaxe auf den Alben Atavachron, Sand und Secrets.
Die Verkaufspreise der Synthaxe lag bei 10.000 £ (ca. 30.000 £ heute). Andy Summers (The Police) sagt in einem Interview, dass er dazu noch einen Fairlight CMI Synth hätte kaufen müssen, der dazu noch 25.000 £ gekostet hätte. Der Oberheim Matrix 12, den Alan Holdsworth bevorzugte, kostete damals rund 15.000 DM.
Größere Anzahlen der SynthAxe konnten nicht verkauft werden, sodass die Produktion der Instrumente am Ende eingestellt wurde. Ein Mitarbeiter der Firma spricht von nur etwa 100 hergestellten Exemplaren, mit einem der letzten Exemplare wurde beim Konkurs sein ausstehender Lohn bezahlt.
Der Musiker Allan Holdsworth hatte zwei Instrumente, die er Anfang der 2000er Jahre verkauft hat. Er spricht in einem Interview davon, dass es sehr schwierig war, weiter professionell auf dem Instrument zu spielen, wenn nur ein paar Leute in der Lage waren, so ein Instrument reparieren zu können.

## Aufbau der SynthAxe
Der Erfinder Bill Aitken sagte selber im Interview „es ist definitiv keine Gitarre“. Wie eine Gitarre hat die SynthAxe zwar einen Gitarrenhals mit sechs Saiten. Diese weisen eine deutlich geringere Spannung auf als die Saiten einer E-Gitarre. Die Bund-Abstände am Hals entsprechen, auf Bildern gut erkennbar, nicht der normalen Gitarre, so dass man nicht einfach seine gewohnten Griffe und Fingersätze spielen kann. Zusätzlich am Korpus sind sechs Triggersaiten angebracht, die mit der rechten Hand gespielt werden. An diesen wird, wie bei einer Gitarre auch, der Ton angeschlagen. Daneben können, ebenfalls am Instrumentenkorpus, zusätzlich sechs Triggertasten angebracht sein. Mit den Triggertasten kann der Einsatz des Tons verändert werden.

## Funktionsweise
Die Tonhöhe wird wie bei einer normalen Gitarre am Hals des Instruments durch Greifen der Saiten bestimmt. Dabei werden diese aber auf die elektrisch leitfähigen Bundstäbe gedrückt, wodurch ein Signal an das Instrument gegeben wird, das die Länge der abgegriffenen Saiten in die dazugehörige Tonhöhe umsetzt. Die sechs Triggersaiten am Korpus werden mit der rechten Hand gespielt und über Hallsensoren deren Schwingungen registriert. Das Anschlagen bzw. Dämpfen der Triggersaiten erzeugt sowohl das Startsignal der Tonverarbeitung, die Tonlängen und die Amplitude (Lautstärke) des Tons. Mit den sechs Tasten kann der Spieler die gegriffenen Akkorde anschlagsdynamisch spielen. Ein Vibrato-Hebel wirkt auf die MIDI-Daten, sodass ganze Akkorde nach oben oder unten gleichmäßig verstimmt werden können. Ergänzt wird die Gitarre durch ein größeres Modul, in dem verschiedene Einstellungen vornimmt.  Die so erzeugten Daten der Saiten und der Triggersaiten übersetzt die SynthAxe in MIDI-Signale, die an beliebige Synthesizer und Sequenzer mit MIDI-Eingang weitergeleitet werden können. Erst dort wird der hörbare Klang erzeugt und an einen Verstärker weitergegeben.